# محوطه خرپین
محوطه خرپین مربوط به دوران‌های تاریخی پس از اسلام است و در شهرستان رودبار، بخش مرکزی، روستای فیلده واقع شده و این اثر در تاریخ ۱۱ شهریور ۱۳۸۲ با شمارهٔ ثبت ۹۹۳۶ به‌عنوان یکی از آثار ملی ایران به ثبت رسیده است.